# ویلیام مارتینت
ویلیام مارتینت (انگلیسی: William Martinet؛ زادهٔ ۶ سپتامبر ۱۹۸۸) سیاستمدار اهل فرانسه است.